# 诺伊基兴 (东荷尔斯泰因县)
诺伊基兴（德語：Neukirchen，發音：[nɔʏˈkɪʁçn̩] ⓘ）是德国石勒苏益格-荷尔斯泰因州东荷尔斯泰因县的市镇，面积28.6平方千米，2023年12月31日人口为1,159人。